# Jérémie Renier
Jérémie Renier (ur. 6 stycznia 1981 w Brukseli) – belgijski aktor filmowy i telewizyjny.

## Życiorys

### Wczesne lata
Urodził się w Brukseli jako najmłodszy z czworga dzieci. Ma dwie siostry i jednego starszego przyrodniego brata Yannicka (ur. 29 marca 1975), gdy jego rodzice zachorowali na osteoporozę. Uczęszczał na kursy teatralne i mimiczne w Brukseli. Brał udział w kursach teatralnych i mimicznych oraz wakacyjnych treningach siatkówki. Uczęszczał do szkoły cyrkowej w Brukseli. 

### Kariera
Mając jedenaście lat po raz pierwszy wystąpił na kinowym ekranie w komedii Siedem grzechów głównych (Les Sept Péchés capitaux, 1992) u boku Roberta Mitchuma. Zamieszkał w Paryżu. Wystąpił na scenie w roli Pinokio w Royal Theater w Mons, a przedstawienie zostało wyemitowane w belgijskiej telewizji. W dramacie Obietnica (La Promesse, 1996) pojawił się jako Igor, piętnastoletni syn szemranego biznesmena i kombinatora, który bezlitośnie wykorzystuje nielegalnych emigrantów. W kontrowersyjnym dramacie kryminalnym François Ozona Zbrodniczy kochankowie (Les amants criminels, 1999) zagrał postać nastolatka, który wraz z koleżanką Alice zabija swego kolegę z klasy Saïda (Salim Kéchiouche).
W filmie Braterstwo wilków (Le Pacte des Loups, 2001) wystąpił u boku Moniki Bellucci, Samuela Le Bihan, Gasparda Ulliel i Vincenta Cassel. Rola ambitnego i pełnego zapału menedżera jednej z prężnie rozwijających się paryskich firm w dramacie Burzliwy spokój (Violence des échanges en milieu tempéré, 2003) przyniosła mu nominację do nagrody Cezara. Swój talent udowodnił kreacją młodego ojca, który żyje z dnia na dzień zdobywając pieniądze dzięki drobnym kradzieżom i pokątnym interesom, a musi zaopiekować się nowo narodzonym dzieckiem w dramacie Dziecko (L'enfant, 2005), za którą zdobył nagrodę im. Josepha Plateau, a film otrzymał m.in. Złotą Palmę na festiwalu filmowym w Cannes.
W 2006 otrzymał nagrodę im. Jeana Gabina.
Jako Pierre Bergé w dramacie biograficznym Saint Laurent (2014) był nominowany do nagrody Cezara.
Zamieszkał w Brukseli z żoną Hélène Helinck, prezenterką telewizyjną i projektantką mody dziecięcej, i dwójką dzieci.

## Filmografia

### filmy fabularne
- 1992: Siedem grzechów głównych (Les Sept péchés capitaux)
- 1996: Obietnica (La Promesse/The Promise) jako Igor
- 1999: Zbrodniczy kochankowie (Les amants criminels) jako Luc
- 2000: Szkoła dziewic (Saint-Cyr) jako Francois de Reans
- 2000: Graj, jak gdybym nie był tam (Faites comme si je n'étais pas là) jako Eric
- 2000: Fetyszysta (Le Fétichiste) jako Julien Leduc
- 2001: Pornograf (Le Pornographe) jako Joseph
- 2001: Braterstwo wilków (Le Pacte des Loups) jako Thomas d’Apcher
- 2002: Wojna w Paryżu (La Guerre a Paris) jako Jules
- 2003: W Indiach (En territoire indien) jako Cédric
- 2003: Burzliwy spokój (Violence des échanges en milieu tempéré) jako Philippe Seigner
- 2004: Most artystów (Le Pont des arts) jako Cédric
- 2004: San Antonio jako Toinet San-Antonio
- 2005: Dziecko (L'enfant) jako Bruno
- 2005: Kawalkada (Cavalcade) jako Jule
- 2006: Fair Play
- 2006: Własność prywatna (Nue Propriete) jako Thierry
- 2007: Pokuta (Atonement) jako Luc Cornet
- 2008: Milczenie Lorny (Le silence de Lorna) jako Claudy Moreau
- 2008: Letni czas (L'Heure d'été) jako Jérémie
- 2008: Najpierw strzelaj, potem zwiedzaj (In Bruges) jako Erik
- 2010: Żona doskonała (Potiche) jako Laurent Pujol
- 2011: Possessions jako Bruno Caron
- 2011: Chłopiec na rowerze jako Guy Catoul
- 2012: Cloclo jako Claude François
- 2014: Saint Laurent jako Pierre Bergé
- 2017: Podwójny kochanek (L'Amant double) jako Paul Meyer / Louis Delord

### filmy TV
- 2001: Toksyczne matki (Mère de toxico) jako Paul
- 2002: Jean Moulin jako Didot
- 2003: Syn naszych czasów (Un fils de notre temps) jako syn
- 2005: Jak miłosna cisza (Un amour à taire) jako Jean Lavendier
- 2004: La Petite Fadette jako Landry
- 2004: Pies, po dwóch latach (À cran, deux ans après) jako Vincent
- 2007: Chez Maupassant odc. Miss Harriet jako Chenal